# Andy Bathgate
Andrew James Bathgate (Winnipeg, 28 agosto 1932 – Brampton, 26 febbraio 2016) è stato un hockeista su ghiaccio e allenatore di hockey su ghiaccio canadese che giocava nel ruolo di ala destra, noto per la sua lunga militanza con i New York Rangers.
La sua maglia numero 9 fu ritirata dai Rangers e nel 1978 entrò a far parte della Hockey Hall of Fame.

## Carriera
Bathgate crebbe nella Ontario Hockey Association giocando per quattro stagioni con i Guelph Biltmores, formazione capace di vincere la Memorial Cup del 1952. Proprio nella stagione successiva ebbe modo di esordire nel mondo professionistico entrando a far parte dell'organizzazione dei New York Rangers, franchigia della National Hockey League. Nei primi due anni si divise fra la NHL e le leghe minori con i farm team dei Rangers, i Cleveland Barons in American Hockey League e i Vancouver Canucks nella Western Hockey League.
Bathgate vestì la maglia dei New York Rangers per dodici anni conquistando un posto da titolare a partire dalla stagione 1954-55 e divenendone uno dei simboli, nonché capitano per tre stagioni. Nel corso della carriera ebbe l'onore di essere eletto MVP sua della NHL che della WHL. Bathgate vinse infatti l'Hart Memorial Trophy nella stagione 1958-1959 grazie alle 40 reti messe a segno in stagione.
Durante la sua esperienza a New York Bathgate ebbe modo di diventare uno dei migliori attaccanti della lega, al punto di guidare la classifica dei marcatori insieme a Bobby Hull nella stagione 1961-62; tuttavia Bathgate non riuscì a vincere l'Art Ross Trophy dato il numero maggiore di reti segnate da Bobby Hull.
La carriera di Andy Bathgate fu segnata dalla mancanza di competitività dei Rangers e da fastidiosi problemi al ginocchio; in cerca di un rilancio verso la fine della stagione 1963-64 venne ceduto ai Toronto Maple Leafs, e immediatamente fu capace di vincere la Stanley Cup con la franchigia canadese, mentre pochi mesi più tardi si trasferì ai Detroit Red Wings arrivando di nuovo fino alla finale.
Rimasto senza contratto, al termine della stagione 1966-67, Bathgate in occasione dell'Expansion Draft venne selezionato dai Pittsburgh Penguins, una delle sei nuove franchigie iscritte alla NHL. Dopo una stagione ritornò ai Canucks conquistando due Lester Patrick Cup consecutive e un titolo di MVP nella stagione 1969-70, quando fu in grado di totalizzare 108 punti in 72 partite di stagione regolare.
Bathgate ritornò in NHL per un'ultima stagione ancora con i Penguins nel 1971. Nella stagione 1971–1972 si trasferì in Europa nella veste di allenatore/giocatore dell'HC Ambrì-Piotta, formazione della Lega Nazionale A svizzera, per poi prendersi un anno sabbatico. Ritornò in Nordamerica per un'ultima esperienza nella World Hockey Association con i Vancouver Blazers sia in campo che in panchina prima del ritiro definitivo giunto nel 1975.
Tre anni dopo il suo ritiro Bathgate entrò a far parte della Hockey Hall of Fame, mentre la sua maglia numero 9 venne ritirata dai New York Rangers il 22 febbraio 2009. Bathgate morì nel febbraio del 2016 a 83 anni.

## Palmarès

### Club
- Stanley Cup: 1

Toronto: 1963-1964
- Calder Cup: 1

Cleveland: 1953-1954
- Lester Patrick Cup: 2

Vancouver Canucks: 1968-1969, 1969-1970
- Memorial Cup: 1

Guelph: 1952

### Individuale
- Hockey Hall of Fame: 1

1978
- Hart Memorial Trophy: 1

1958-1959
- NHL First All-Star Team: 2

1958-1959, 1961-1962
- NHL Second All-Star Team: 2

1957-1958, 1962-1963
- WHL Most Valuable Player: 1

1969-1970